# Kefeidna spremenljivka
Kefeídne spremenljívke ali kefeíde spadajo med spremenljivke in so rumene nadorjakinje v pozni stopnji razvoja. So nestabilne in se periodično širijo in krčijo. Periode je možno točno določiti. Hitrost utripanja pa ni pri vseh enaka. Perioda utripanja in absolutni izsev sta v tesni povezavi, ki jo je odkrila Henrietta Swan Leavitt leta 1912. Kefeide, ki enako spreminjajo sij, imajo enak največji izsev. Ta značilnost je zelo pomembna, saj jo uporabljajo pri določanju razdalj (standardni svetilnik). Če imata dve kefeidni spremenljivki enako periodo, je tista z večjo magnitudo bližje od tiste z manjšo. Kefeidne spremenljivke se imenujejo po zvezdi Alredif (δ Kefeja), katere spremenljivost je odkril leta 1784 John Goodricke.